# Lilium

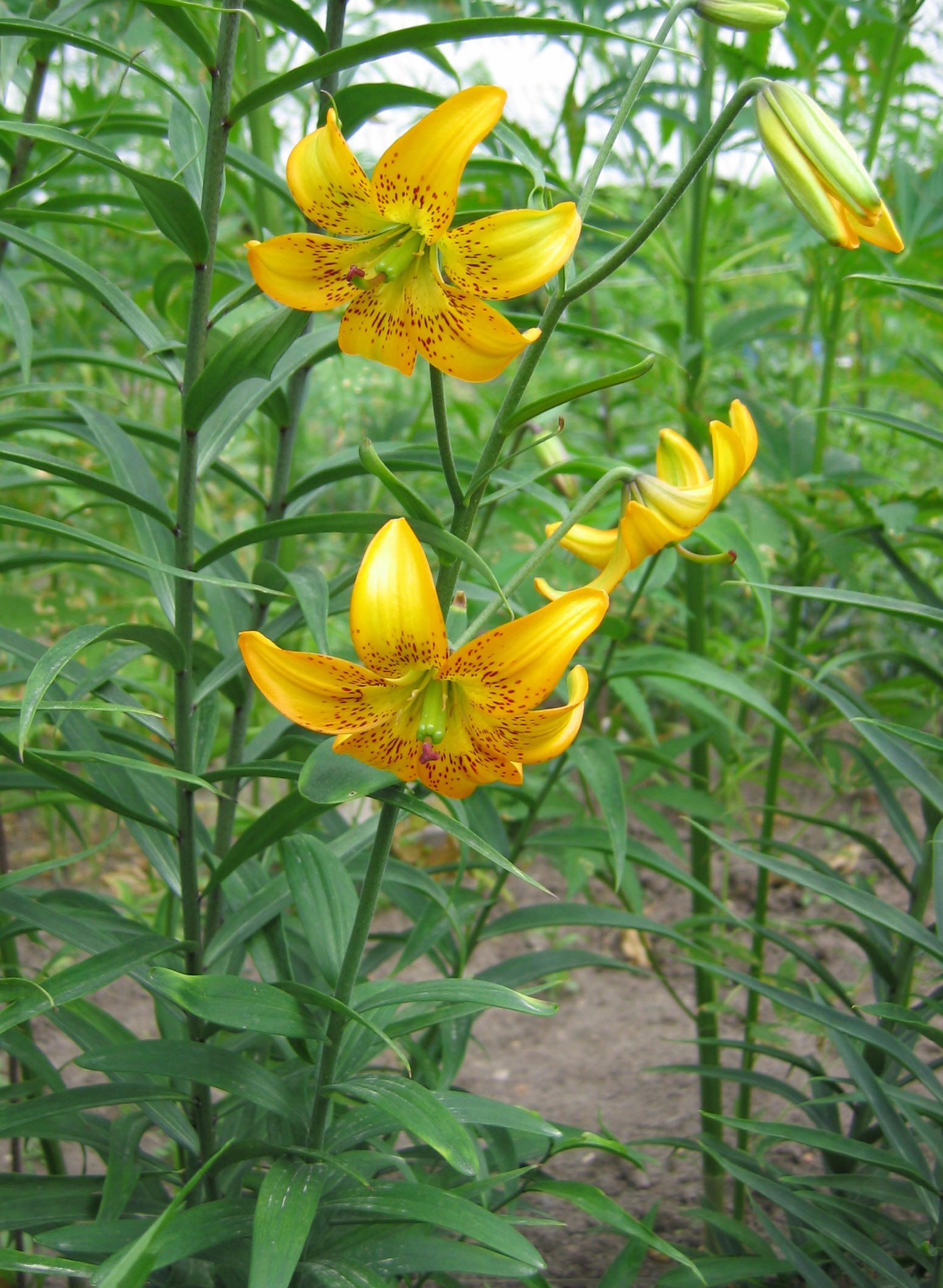
Lilium amabile.

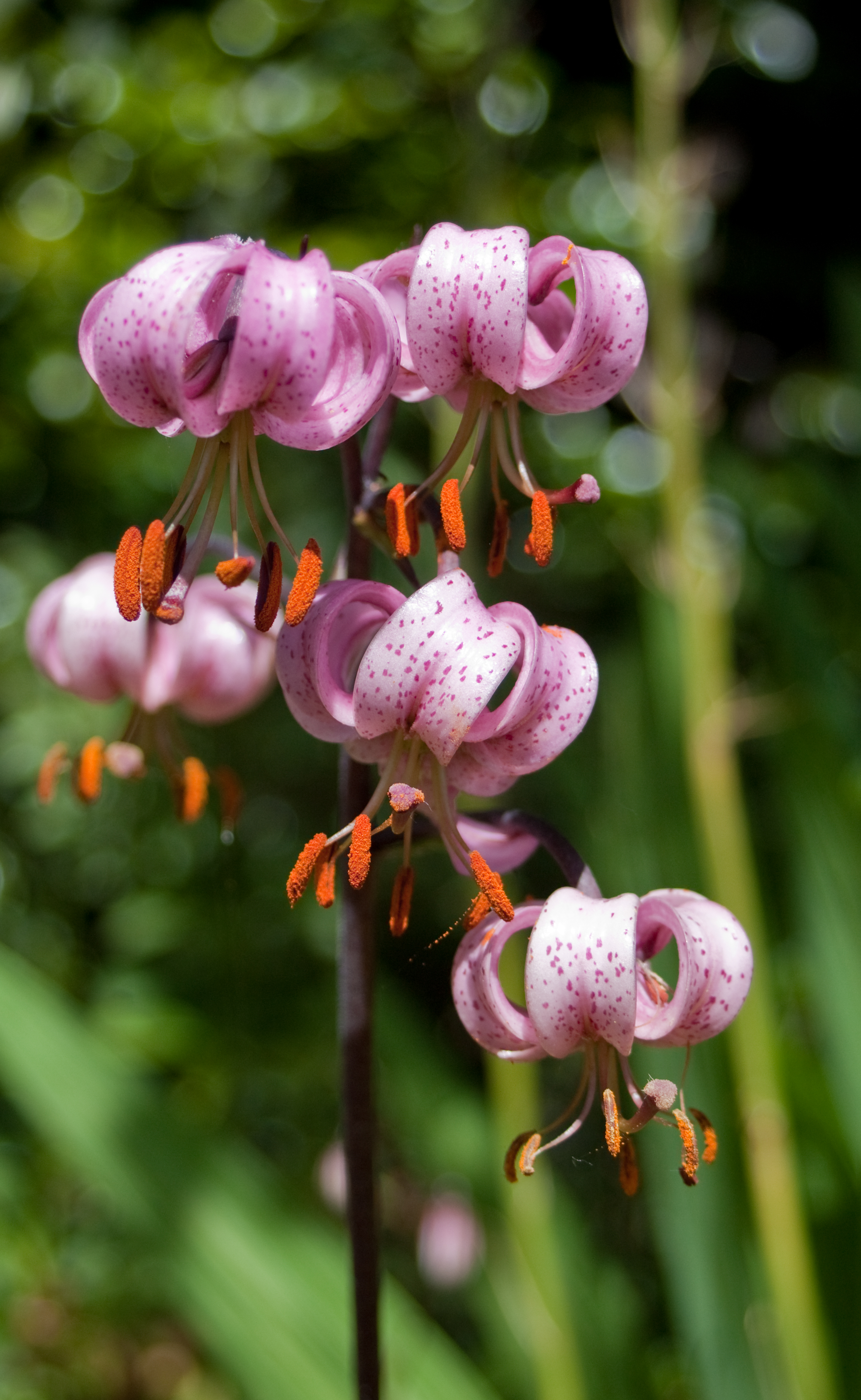
Lilium martagon.

Os lírios (comumente açucenas, em português europeu) são as flores do gênero Lilium L. da família Liliaceae, originárias do hemisfério norte com ocorrências na Europa, Ásia, América do Norte, e América do Sul. Mais da metade das espécies são encontradas na China e no Japão.

## Características
As plantas atingem, normalmente, de 1,20 a 2 metros de altura. Várias espécies de lírios também recebem o nome de açucena.

## Amarilidácea e Liliáceas
Lírio é também a denominação genérica de várias plantas da família das Liliáceas e Amarilidáceas. Exemplos:
- Lírio-do-amazonas[3] - Eucharis x grandiflora, Eucharis amazonica. Também conhecido como Estrela Dalva, Estrela de Belém ou Estrela da Anunciação, espécie largamente cultivada no mundo inteiro;
- Lírio-da-chuva[4] - Zephyranthes rosea, Zephyranthes candida, Zephyranthes sylvatica..., todas largamente cultivadas no mundo inteiro;
- Lírio-tigrado[5]  que é um lírio híbrido e várias outras espécies de lírios.

## Significado
Na Igreja Católica, o lírio é símbolo da Virgem Maria. São Bernardo, no século XII, associa a Santíssima Virgem com a amada do Cântico dos Cânticos: “eu sou o lírio dos vales” (Ct 2, 1). O próprio personagem amado deste livro, que o cristianismo comumente aplica a Jesus Cristo e, em extensão, a Deus, também chama a Amada, lírio: “Como o lírio entre os espinheiros é minha amada entre as jovens” (Ct 2,2); ainda de acordo com São Bernardo, a Virgem Maria é “lírio de castidade inviolada”: A brancura da flor reflete a pureza daquela que é imaculada desde sua concepção, e as três pétalas simbolizam a tríplice virgindade da Mãe de Deus, antes, durante e após o parto. Por esta razão, abundam representações artísticas do lírio em obras da Anunciação. De acordo com Santa Gertrudes, o símbolo trinitário do lírio também reflete a ação tripla de Deus na “cheia de graça”: Maria é o lírio branco da Trindade, pois é filha do Pai, mãe do Filho, e esposa do Espírito Santo. Devido a esta revelação, católicos tradicionalistas invocam a Virgem Maria com a saudação: Salve Lírio Branco da Trindade, Rosa brilhante que embeleza o céu!
Na corrente de pensamento chinês Feng Shui, os lírios representam o verão e a fartura, e significam o amor eterno e também significam a pureza.

## Espécies

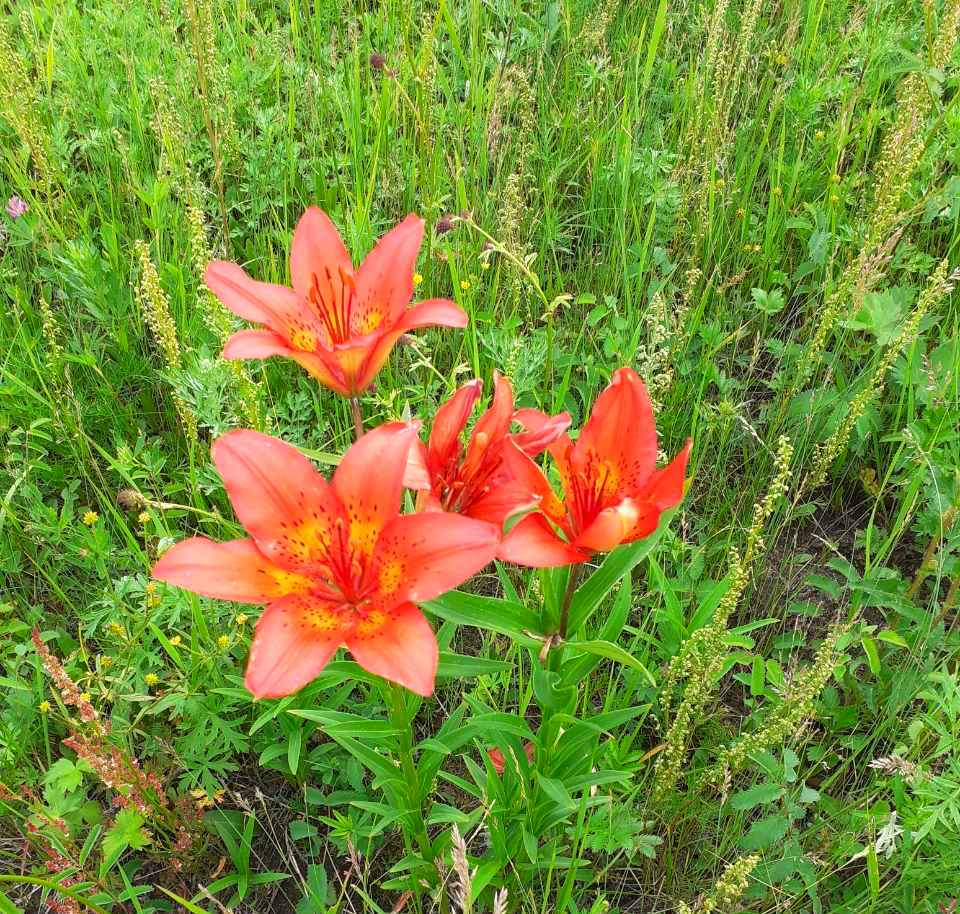
Lírios vermelhos, Sibéria Oriental.

Existem mais de 100 espécies do gênero Lilium, inclusive:
- Lilium akkusianum
- Lilium albanicum
- Lilium alexandrae
- Lilium amabile
- Lilium amoenum
- Lilium anhuiense
- Lilium arboricola
- Lilium auratum
- Lilium bakerianum
- Lilium bolanderi
- Lilium bosniacum
- Lilium brevistylum
- Lilium brownii
- Lilium bulbiferum
- Lilium callosum
- Lilium canadense
- Lilium candidum
- Lilium carniolicum
- Lilium catesbaei
- Lilium cernuum
- Lilium chalcedonicum
- Lilium ciliatum
- Lilium columbianum
- Lilium concolor
- Lilium dauricum
- Lilium davidii
- Lilium distichum
- Lilium duchartrei
- Lilium fargesii
- Lilium floridum
- Lilium formosanum
- Lilium georgei
- Lilium grayi
- Lilium habaense
- Lilium hansonii
- Lilium heldreichii
- Lilium henrici
- Lilium henryi
- Lilium hybrid
- Lilium huidongense
- Lilium humboldtii
- Lilium iridollae
- Lilium jankae
- Lilium japonicum
- Lilium jinfushanense
- Lilium kelleyanum
- Lilium kelloggii
- Lilium kesselringianum
- Lilium lancifolium
- Lilium lankongense
- Lilium ledebourii
- Lilium leichtlinii
- Lilium leucanthum
- Lilium lijiangense
- Lilium longiflorum
- Lilium lophophorum
- Lilium maculatum
- Lilium majoense
- Lilium michiganense
- Lilium maritimum
- Lilium martagon
- Lilium matangense
- Lilium medeoloides
- Lilium medogense
- Lilium michauxii
- Lilium monadelphum
- Lilium nanum
- Lilium neilgherrense
- Lilium nepalense
- Lilium occidentale
- Lilium oxypetalum
- Lilium papilliferum
- Lilium paradoxum
- Lilium pardalinum
- Lilium parryi
- Lilium parvum
- Lilium philadelphicum
- Lilium pinifolium
- Lilium pomponium
- Lilium primulinum
- Lilium pumilum
- Lilium pyrenaicum
- Lilium pyrophilum
- Lilium regale
- Lilium rhodopeum
- Lilium rosthornii
- Lilium rubescens
- Lilium saccatum
- Lilium sargentiae
- Lilium sempervivoideum
- Lilium sherriffiae
- Lilium souliei
- Lilium speciosum
- Lilium stewartianum
- Lilium sulphureum
- Lilium superbum
- Lilium taliense
- Lilium tianschanicum
- Lilium tsingtauense
- Lilium wallichianum
- Lilium wardii
- Lilium washingtonianum
- Lilium wenshanense
- Lilium xanthellum*

## Classificação do gênero
| Sistema | Classificação                     | Referência               |
| ------- | --------------------------------- | ------------------------ |
| Linneu  | Classe Hexandria, ordem Monogynia | Species plantarum (1753) |